# Zdzisław Hoffmann
Zdzisław Hoffmann, né le 27 août 1959 à Świebodzin, est un ancien athlète polonais pratiquant le triple saut. Il devient, en 1983 à Helsinki, le premier champion du monde du triple saut, performance qui lui vaut d'être nommé sportif de l'année en Pologne. Son fils, Karol Hoffmann est également triple-sauteur.
Durant sa carrière, il a représenté les clubs de l'AZS Zielona Góra, Lubtour Zielona Góra, Śląsk Wrocław er Legia Varsovie.

## Palmarès
- Championnats du monde d'athlétisme :
  -  Médaille d'or du triple saut aux Championnats du monde d'athlétisme 1983 d'Helsinki.

## Records personnels
- 17,53 m (04/06/1985)